# 谷元星奈
谷元 星奈（たにもと せいな、1995年11月21日 -  ）は、関西テレビのアナウンサー。

## 来歴
愛知県豊田市の出身で、愛知県立岡崎高等学校を経て、千葉大学へ入学した。
元々は検察官志望で、千葉大学法政経学部法学科へ入学。もっとも幼少期からテレビを好んで観ていた影響で、アナウンサーの仕事にも秘かに憧れていたという。その憧れが昂じて、入学後には、「人前へ出て道を切り開きたい」との思いから、1年時に知人の勧めで「ミス千葉大コンテスト2014」に参加。このコンテストでグランプリを受賞すると、Miss of Miss Campus Queen Contest 2015のファイナリストに選ばれた。2年時からは、生協学生委員会で活動するかたわら、ファッション雑誌『non-no』の読者モデルを務めていた。
大学3年時からは、テレビ朝日アスクでアナウンス技術の研鑽を積みながら、AbemaNews（AbemaTV内のニュースチャンネル）とBS朝日のニュースキャスターを担当。AbemaNewsの宿直勤務に就いていた2016年4月16日の未明には、熊本地震の本震が発生したことを受けて、同局から第一報を伝えている。後に関西テレビアナウンサーへの採用が内定したことから、内定の受諾後には、『カンテレ開局60周年特別番組 アナウンサー物語24時』（2018年2月25日に放送された同局アナウンサー総出演の収録番組）へワンシーンだけ登場している。
大学卒業後の2018年4月1日付で関西テレビに入社。「熊本地震の本震発生直後にニュースを思うように伝えられなかった」というAmebaNewsキャスター時代の経験を踏まえて、報道番組を担当することを同局アナウンサーとしての目標に挙げた。また、入社の直後から、『谷元星奈のシネマコンシェル』という冠番組を担当。『おかべろ』（東京支社の制作で大半のフジテレビ系列局でも放送される岡村隆史の冠番組）のMC陣に同年6月2日放送分から加わる など、新人アナウンサーとしては異例の抜擢が相次いだ。同年10月22日からは『新説!所JAPAN』（東京支社で全国ネット向けに制作される所ジョージの冠番組）のアシスタントも務めている。
関西テレビへ入社した2018年度には、同局の開局60周年記念キャンペーン隊長としても活動していた。2018年の6月からは、活動の一環として、織田信成による指導の下でフィギュアスケートに初めて挑戦。その結果、同月7月28日に丸善インテックアリーナ大阪で開かれたアイスショー「THE ICE」のエンディングプログラムで、1分間のスケーティングを披露するまでに至った。
関西ローカル番組では、2019年4月5日から2021年3月まで『報道ランナー』（平日の夕方に関西ローカルで放送される報道番組）金曜日の生中継リポーターを担当。2021年には、3月15日から『ごきげんライフスタイル よ〜いドン!』で全曜日のMCを務めているほか、同月29日から『2時45分からはスローでイージーなルーティーンで』月・火曜日の進行（MCアシスタント）を兼務している。その一方で、
フジテレビの系列局から優秀なアナウンサーを表彰するFNSアナウンス大賞では、入社3年目までのアナウンサーが対象の「新人部門」で第36回（2020年）、『報道ランナー』金曜日の生中継（放送上のタイトルは「金曜LIVE 星奈のイマコレ」）リポートで第37回（2021年）「番組部門」のアナウンス賞（いずれも最優秀賞に相当）を受賞している。
勤務する関西テレビはテレビ単営局だが、2021年度には、ラジオ大阪（関西テレビと同じフジサンケイグループのラジオ単営局）の『カンテら!』（毎週火・水曜日の未明に放送の事前収録番組）でパーソナリティを随時務めていた。
2022年11月25日付で、日本防災士機構から防災士として認証。2023年の4月改編からは、『よーいドン!』（月 - 金曜日）と『1時50分からはスローでイージーなルーティーンで』（前述した『2時45分 - 』を改題、月・火曜日）に加えて『newsランナー』（木・金曜日）と『LIVEコネクト!』（土曜日）を新たに担当することから、「日曜以外の週6日に生放送番組へレギュラーで出演する」という体制へ移行している。

## 人物・エピソード
- 星奈という名前は、奈良県出身の実父が「奈良県の星になれ！」という思いを込めて付けたという。自身は愛知県で出生したが、入社した関西テレビの放送対象地域には奈良県が含まれている。
- 趣味は料理、飲食店での食べ歩き、晩酌。その積み重ねで関西テレビへの入社後に体重が30kg増えたことから、『ロザンのクイズの神様』（2020年9月12日放送分のパイロット版）の企画でライザップのダイエット指導を受けたところ、3ヶ月のトレーニングによって体重を8kg落とした。翌2021年の4月改編から出演している『2時45分からはスローでイージーなルーティーンで』でも、MCアシスタントを務める日には、視聴者に向けて「竹脇まりなの毎日3分痩せルーティーン」を生放送中にスタジオで実演している。
- 特技は英会話、書道。書道では、師範である祖母に3歳から教わったところ、学生時代に八段の資格を得た。大学生時代には、その腕前を生かす格好で、写経を嗜んでいたという[3]。

## 出演

### テレビ

#### 現在
- カンテレNEWS（不定期）
- ごきげんライフスタイル よ〜いドン!（2018年11月 - ）
  - 週に1 - 2日のペースで番組内の天気予報。不定期でロケ企画のリポーターを担当。天気予報については、2018年5月7日 - 10日放送分でも、生放送番組での「初鳴き」（本格デビュー）を兼ねて担当していた。また、2020年5月14日から6月9日までは、毎週火・木曜日にレギュラーで出演。2021年3月15日以降の放送分では、全曜日でアシスタントを務めている（第1子の懐妊に伴って産前産後休暇に入った先輩アナウンサー・高橋真理恵の後任）。
  - 2021年には、「スシローCafe部」（あきんどスシローの店舗向けスイーツを開発する部署）とのコラボレーション企画で、「ちょこちょこチョコメルバ」という期間・地域限定メニューを開発した（8月3日から近畿2府4県・徳島県内の店舗内限定で発売）[14]。
- 大阪国際女子マラソン中継（2020年 - ）※2020年は沿道からのリポート、2021年は優勝者へのリモートインタビューを担当。

- よ〜いドン!plus（2021年4月5日 - ）
- newsランナー（2023年4月6日 - ）- 情報キャスター（木・金曜日担当）
- LIVEコネクト!（2023年4月8日 - ） - 進行

#### 過去

##### 学生時代
- AbemaNews　※学生キャスター
- みのもんたのよるバズ!（AbemaNews）※学生キャスター（2016年10月8日、11月12日、11月19日、12月3日）
- News Access（BS朝日）
- カンテレ開局60周年特別番組 アナウンサー物語24時（関西テレビ、2018年2月25日）

##### 関西テレビ時代
- 谷元星奈のシネマコンシェル ※MC（2018年4月7日 - 2020年3月28日）
  - 2020年4月4日からは、自身と同じ経緯で、後輩アナウンサーの舘山聖奈（同月1日入社）をMCに起用。
- カンテレ開局60周年特別番組 THE ICE☆ブラマヨのフィギュアオールスター夏祭り [12][注 1]（2018年8月4日）
- 春の高校バレー　※関西ローカル向けダイジェスト番組[注 2]の進行担当（2019年、放送上の肩書は「熱血春高マネージャー」）
- 報道ランナー[注 3]金曜日（「おでかけ中継 星奈のキラッと☆」→「金曜LIVE!星奈のイマコレ」リポーター、2019年4月5日 - 2021年3月26日）
- 猪又進と8人の喪女〜私の初めてもらってください〜 第5話（2019年11月22日） - 女性ディレクター 役[15]
- おかべろ（MC、 2018年6月2日 - 2021年5月15日）
- こやぶるSPORTS　※『コヤぶるッ!SPORTS』時代の2018年10月から、本来のアシスタントである本田望結が休演する場合にアシスタント代理を担当。
- 新説!所JAPAN→所JAPAN 　※初代アシスタントMC（2018年10月22日 - 2021年6月28日）
- 2時45分からはスローでイージーなルーティーンで→1時50分からはスローでイージーなルーティーンで（月・火曜日MCアシスタント、2021年3月29日 - 2023年9月)  
  - 前述した事情からアシスタントを担当する『よ～いドン!』（午前中の生放送番組）に続いて出演。放送時間の繰り上げに伴って、タイトルを『1時50分からはスローでイージーなルーティーンで』に変更した2023年4月以降も、担当曜日を変えずにMCアシスタントを続けていた。
- カンテら!（ラジオ大阪）※「ラジオパーソナリティ」として、2021年10月5日未明放送分から、同僚アナウンサー1名とのコンビで随時出演。